# Nate Brooks
Nate Brooks   () va ser un boxejador estatunidenc, guanyador d'una medalla olímpica.
El 1952 va prendre part en els Jocs Olímpics d'Estiu de Hèlsinki, on guanyà la medalla d'or en la categoria del pes mosca del programa de boxa. En la final superà a l'alemany Edgar Basel.
El 1953 passà al professionalisme, amb un balanç de 19 combats, dels quals 10 foren guanyats i 9 perduts. Es retirà el 1958. El 8 de febrer de 1954 va guanyar el campionat d'Amèrica del Nord del pes gall en noquejar Billy Peacock al vuitè assalt. Va defensar el títol dues vegades abans de perdre'l contra Mickey Mars l'abril de 1954.